# Evangelische Kirche Volmarstein

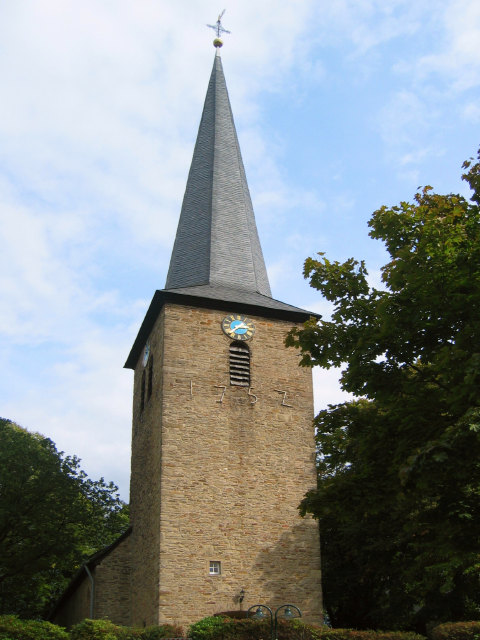
Westturm der Dorfkirche Volmarstein

Die Dorfkirche Volmarstein ist ein denkmalgeschütztes Kirchengebäude im Ortskern von Volmarstein, einem Stadtteil von Wetter (Ruhr) in Nordrhein-Westfalen. Die evangelische Pfarrkirche liegt unterhalb der Burgruine Volmarstein und ist als Baudenkmal Nr. 64 in der Denkmalliste von Wetter eingetragen.

## Geschichte und Architektur
Die Kirche war ursprünglich dem Hl. Bartholomäus geweiht. 1564 trat die Volmarsteiner Kirchengemeinde der Reformation Martin Luthers bei und ist seither evangelisch.
Das Gebäude aus Ruhrsandstein ist ein schlichter rechteckiger Saalbau mit einer Holzdecke. An den im Kern romanischen Bau ist an der Südseite eine gewölbte, gotische Sakristei angebaut. Das Mittelschiff stammt aus dem 12. Jahrhundert. Der Westturm ist mit 1752 bezeichnet. Die letzte Renovierung wurde 1996 vorgenommen.

## Ausstattung

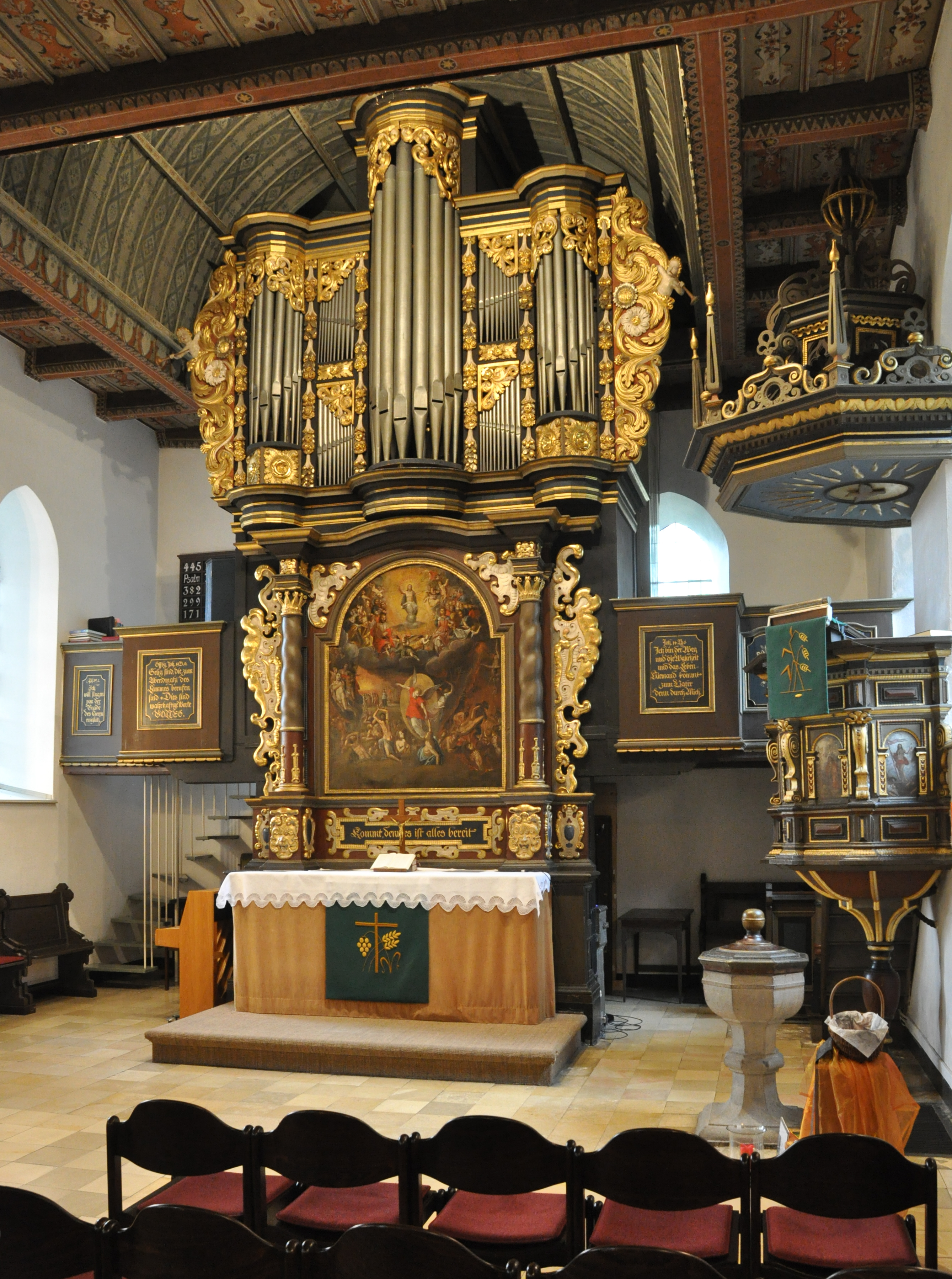
Innenraum mit Altar, Orgel, Taufstein und Kanzel

Ein Altarbild von 1678 zeigt die Darstellung des Jüngsten Gerichts. Der Taufstein wurde 1786 geschaffen.

### Orgel
Die Altarorgel wurde 1732 bis 1734 von Gerhard von Holy gebaut. Im Jahr 1819 wurde ein Pedal angehängt, 1863–1864 ein zweites Manual und ein selbstständiges Pedal von Carl Herbst ergänzt. Im Zuge eines Umbaus durch Paul Ott wurde das Instrument erweitert und erhielt eine neue Traktur, neue Windladen und eine neue Windanlage. 70 % des historischen Pfeifenmaterials sind in veränderter Form erhalten, eine denkmalgerechte Rekonstruktion fand bisher nicht statt. Die Orgel verfügt über 24 Register mit folgender Disposition:
| I Hauptwerk C–g3 |              |     |
| 1.               | Bordun       | 16′ |
| 2.               | Prinzipal    | 8′  |
| 3.               | Gedackt      | 8′  |
| 4.               | Octav        | 4′  |
| 5.               | Rohrflöte    | 4′  |
| 6.               | Quinte       | 3′  |
| 7.               | Octav        | 2′  |
| 8.               | Mixtur IV–VI |     |
| 9.               | Zimbel III   |     |
| 10.              | Fagott       | 16′ |
| 11.              | Trompete     | 8′  |

| II Unterwerk C–g3 |              |        |
| 12.               | Gedackt      | 8′     |
| 13.               | Gedacktflöte | 4′     |
| 14.               | Prinzipal    | 2′     |
| 15.               | Terzflöte    | 1 3⁄5′ |
| 16.               | Quinte       | 1 ⁄3′  |
| 17.               | Scharff IV   |        |
| 18.               | Dulzian      | 8′     |

| Pedal C–f1 |              |     |
| 19.        | Subbass      | 16′ |
| 20.        | Prinzipal    | 8′  |
| 21.        | Hohlflöte    | 4′  |
| 22.        | Hintersatz V |     |
| 23.        | Posaune      | 16′ |
| 24.        | Trompete     | 8′  |

- Koppeln: II/I, I/P, II/P

### Glocken
Die Dorfkirche besitzt insgesamt vier Glocken. Ein dreistimmiges Gussstahlgeläut ruft zu Gebet und Gottesdienst. Es ist gestimmt auf das Te-Deum-Motiv h°-d'-e' und wurde 1919 gegossen.
Des Weiteren existiert noch eine Bronzeglocke, die halbstündlich die Uhrzeit anzeigt. Sie hat den Ton g' und wurde etwa um 1820 gegossen.